# Steve Benbow
Stephen George 'Steve' Benbow (Tooting, 29 november 1931 – 17 november 2006) was een Britse folkzanger en -gitarist, die invloed had op de Engelse folkmuziek-revival van de jaren 1960. Zijn overlijdensbericht in The Times omschreef hem als een baanbrekende invloed op een hele generatie gitaristen.

## Biografie
Hij werd geboren in Tooting, Surrey en studeerde aan de Reigate Grammar School. Bij het verlaten van school nam hij, ondanks een aanleg voor talen, een baan op een boerderij in Axminster, Devon. Hij vervulde zijn dienstplicht bij het Royal Army Veterinary Corps en was gestationeerd in het Midden-Oosten. Daar leerde hij gitaar spelen en werd snel populair door de troepen te entertainen, waaronder optredens op de radio, waar hij naar verluidt liedjes in acht talen zong. Na het voltooien van zijn diensttijd in het leger, keerde hij terug naar de landbouw, maar begon ook te werken als parttime muzikant. Hij speelde traditionele jazz met de jazzband van Dave Kier en begon enkele van de opkomende Britse volkszangers te begeleiden, zoals Ewan MacColl en A.L. Lloyd. Zijn solo-carrière begon in 1957, toen hij de twee albums Steve Benbow Sings English Folk Songs en Steve Benbow sings American Folk Songs opnam. Hij nam meer dan 20 albums op. De laatste Don't Monkey with My Gun werd opgenomen in 2003. Hij was een succesvolle omroeper, vooral tijdens de jaren 1950, en trad op in de Guitar Club, de Saturday Skiffle Club en Easy Beat. Hij was ook gastheer van een show op Radio Luxembourg in de jaren 1960. Hij werkte samen met Spike Milligan aan een West End-show en de televisieserie Muses with Milligan.
Hij werkte als producent met Dominic Behan en Christy Moore: hij werd ook vermeld als arrangeur en muzikaal leider van Moore's album Paddy on the Road uit 1969. Gedurende zijn carrière werkte hij met een breed scala aan muzikanten, waaronder Alan Lomax, Robin Hall en Jimmie Macgregor, Pete Seeger en Peggy Seeger, Denny Wright, Alex Campbell, Martin Carthy, Cy Grant, Michael Holliday, Rolf Harris, Long John Baldry en Don Partridge. Hij wordt gezien als een vroege invloed op Davey Graham. In latere jaren werkte hij als taxichauffeur in Londen, maar bleef optreden bij folkclubs. Hij behield ook zijn affiniteit met huisdieren, het houden van geiten en een ezel bij hem thuis in Hanwell. Hij hield een traditionele Londense trolley in stand en werd vaak gezien in voorsteden in deze door een ezel getrokken kar. Steve Benbow speelde tot de vrijdag voor zijn dood nog steeds in pubs rond Brentford, Isleworth en Hounslow. 

## Privéleven en overlijden
Hij was tweemaal getrouwd en had een zoon en een dochter bij zijn eerste huwelijk. Steve Benbow overleed in november 2006 op bijna 75-jarige leeftijd.

## Discografie
- 1957: Steve Benbow Sings English Folk Songs
- 1957: Steve Benbow Sings American Folk Songs
- 1958: Sinful Songs
- 1959: Steve Benbow's Folk Four
- 1959: Mixed Bag
- 1960: A Jug Of Punch
- 1960: Rocket Along
- 1960: A Pinch of Salt
- 1960: The Hermit & The Mole Catcher And Other Songs
- 1961: Ballad Of Little Musgrave
- 1962: Steve Benbow Sings Admiral Benbow
- 1963: I Travel The World
- 1964: Steve Benbow Tells About This That And The Other
- 1965: Irish Songs
- 1965: Journey Into The Sun
- 1966: Songs Of Ireland (met Strawbs) (Monitor Records)
- 1967: Of Situations And Predicaments
- 1970: Little Drummer Boy
- 1970: Next Time Round
- 1970: Little Red Donkey
- 1971: Steve Benbow Sings Irish Songs
- 1971: Steve Benbow With Denny Wright
- 1977: Steve Benbow Sings Irish And Other Songs
- 2003: Don't Monkey With My Gun

- International Standard Name Identifier: 0000 0000 5568 0059
- Library of Congress Control Number: nb2003035834
- MusicBrainz: 087124db-784e-4cbb-9eec-f9d5381a53e9
- Virtual International Authority File: 65981804